# Wereldkampioenschap schaatsen allround vrouwen 1947
Het achtste Wereldkampioenschap schaatsen allround voor vrouwen werd op 8 en 9  februari 1947 verreden op de ijsbaan Marienlyst in Drammen, Noorwegen. Omdat tijdens de Tweede Wereldoorlog er geen kampioenschappen werden gehouden, was dit het eerste wereldkampioenschap sinds het WK van 1939.
Er deden slechts 11 deelneemsters mee, 9 uit Noorwegen, 1 uit Finland en, voor het eerst 1 uit Tsjechoslowakije.
Ook dit kampioenschap werd verreden over de afstanden 500m, 3000m, 1000m, en 5000m.
De laatste wereldkampioene van voor de oorlog werd ook de eerste kampioene van na de oorlog, de Finse Verné Lesche. Zij was de tweede vrouw die vier afstandszege behaalde op het WK, nadat Laila Schou Nilsen dit eerder op het WK van 1937 presteerde. De overige deelneemsters waren alle tien debutanten.

## Afstandsmedailles
| Afstand | Goud ·       | Zilver ·          | Brons ·           |
| ------- | ------------ | ----------------- | ----------------- |
| 500m    | Verné Lesche | Randi Thorvaldsen | Betzy Baltzersen  |
| 3000m   | Verné Lesche | Randi Thorvaldsen | Maggi Kvestad     |
| 1000m   | Verné Lesche | Randi Thorvaldsen | Else Christiansen |
| 5000m   | Verné Lesche | Maggi Kvestad     | Else Christiansen |

## Klassement
| Rang   | Schaatsster       | Land              | Punten  | 500m      | 3000m       | 1000m        | 5000m        |
| ------ | ----------------- | ----------------- | ------- | --------- | ----------- | ------------ | ------------ |
| Goud   | Verné Lesche      | Finland           | 226,120 | 52,7 (1)  | 5.43,8 (1)  | 1.53,9 (1)   | 9.51,7 (1)   |
| Zilver | Else Christiansen | Noorwegen         | 247,043 | 54,5 (4)  | 6.25,7 (4)  | 1.58,8 (3)   | 11.28,6 (3)  |
| Brons  | Maggi Kvestad     | Noorwegen         | 248,033 | 55,6 (6)  | 6.23,3 (3)  | 2.02,4 (5)   | 11.13,5 (2)  |
| 4      | Elsa Jondalen     | Noorwegen         | 253,627 | 54,9 (5)  | 6.40,0 (9)  | 2.02,3 (4)   | 11.49,1 (8)  |
| 5      | Anne Eriksen      | Noorwegen         | 254,667 | 56,7 (7)  | 6.34,6 (6)  | 2.03,4 (6)   | 11.45,0 (7)  |
| 6      | Betzy Baltzersen  | Noorwegen         | 257,110 | 54,3 (3)  | 6.40,8 (10) | 2.06,3 (7)   | 12.08,6 (10) |
| 7      | Aase Aure         | Noorwegen         | 259,333 | 59,3 (11) | 6.34,7 (7)  | 2.08,5 (8)   | 11.40,0 (4)  |
| 8      | Erna Larsen       | Noorwegen         | 260,383 | 56,8 (8)  | 6.38,9 (8)  | 2.10,7 (9)   | 11.57,5 (9)  |
| 9      | Drahuna Vokurková | Tsjecho-Slowakije | 268,647 | 59,2 (10) | 6.59,2 (11) | 2.19,0* (10) | 11.40,8 (5)  |
| NF3    | Lorry Knudsen     | Noorwegen         | 193.670 | 57,9 (9)  | 6.33,0 (5)  | NF           | 11.42,7 (6)  |
| NS4    | Randi Thorvaldsen | Noorwegen         | 173.750 | 53,3 (2)  | 6.07,8 (2)  | 1.58,3 (2)   | NS           |

* = met val
NC = niet gekwalificeerd
NF = niet gefinisht
NS = niet gestart
DQ = gediskwalificeerd
Vet gezet = kampioenschapsrecord